# Михај Крецу
Михај Крецу (рум. Mihai Crețu; Букурешт, 18. мај 1957. године) је румунски музичар. Такође је познат под псеудонимима Curly, MC или Curly M.C.. Оснивач је групе и музичког пројекта Енигма, са седиштем у Немачкој.

## Каријера
Крецу је сарађивао са многим музичарима током каријере. Неки од њих су и његова бивша супруга, позната певачица Сандра (били у браку од 1988. до 2007). Као продуцент, између осталих, продуцирао је албуме своје тадашње супруге. Затим музичар Питер Корнилије и Јенс Гад, Френк Петерсон (са којим је основао Енигму, a сада фронтмен групе Грегоријан), Давид Фајерштајн, Питер Рис, Бернт Мохерле, певачица Рут-Ен Бојл и Андру Доналдс.
Године 2002. Крецу је објавио да је продао укупно око 100 милиона носача звука широм света.
Поседује A.R.T. Studios, студио за снимање, а налази се на Балеарским острвима, где је живео са супругом и двоје деце.

## Музички пројекат Енигма
У децембру 1990. након неколико месеци рада, излази албум „MCMXC a.D.“, који је до данас продат у више од 16 милиона примерака, примио велика признања широм света и најпродаванији је албум групе. Први сингл са албума „Sadeness (Part I)“ донео је Енигми први велики комерцијални успех комбинујући црквено хорско певање, шакухачи фрулу по којој је Енигма данас препознатљива, еротске уздахе и нарације са денс ритмом. Крецу је био скептик по питању успеха овог албума, па је албум потписао под псеудонимом Curly M.C.. На изненађење, албум је већ првим синглом био добро прихваћен у свим крајевима света. Енигма је до сада издала осам албума. Препознатљива по свом стилу за које знатне заслуге има Михај Крецу, група је имала велики утицај на друге извођаче. Дип Форест (енгл. Deep Forest) се сматра значајнијим бендом у смислу увођења трибалног и народног певања у модерну музику, као и Грегоријан, Ера и други.
Албуми Енигме
- 1990: MCMXC a.D.
- 1993: The Cross of Changes
- 1996: Le Roi Est Mort, Vive Le Roi!
- 2000: The Screen Behind the Mirror
- 2003: Voyageur
- 2006: A Posteriori
- 2008: Seven Lives Many Faces
- 2016: The Fall of a Rebel Angel

## Соло албуми
- 1979: Ausgewählte Goldstücke
- 1983: Legionäre
- 1985: Die Chinesische Mauer